# Jan Matejko
Jan Alojzy Matejko (còn được gọi là Jan Mateyko, sinh ngày 24 tháng 6 năm 1838 mất ngày 1 tháng 11 năm 1893) là một họa sĩ Ba Lan nổi tiếng với những bức tranh sự kiện chính trị và quân sự Ba Lan lịch sử đáng chú ý. Các tác phẩm của ông bao gồm tranh sơn dầu trên vải lớn như Rejtan (1866), Union of Lublin (1869) hay Battle of Grunwald (1878), nhiều chân dung, một bộ sưu tập các vị vua Ba Lan, và bức tranh tường trong nhà thờ thánh Mary, Kraków. Ông được xem thuộc trong số những họa sĩ nổi tiếng nhất Ba Lan.
Matejko dành phần lớn cuộc đời mình ở Kraków. Ông đã giảng dạy tại Học viện Mỹ thuật Kraków bao gồm Wojciech Korneli Stattler và Władysław Łuszczkiewicz. Sau đó, ông trở thành một giám đốc viện này, sau này đã được đổi tên thành Học viện Mỹ thuật Jan Matejko. Một số sinh viên của ông đã trở thành họa sĩ nổi bật, bao gồm cả Maurycy Gottlieb, Jacek Malczewski, Józef Mehoffer và Stanisław Wyspiański.

## Tiểu sử
Matejko sinh ngày 24 tháng 6 năm 1838, tại thành phố tự do Kraków. Cha của ông, Franciszek Ksawery Matejko. (tiếng Séc: František Xaver Matějka) (sinh năm 1789 hoặc 13 tháng 1 năm 1793, đã qua đời ngày 26 tháng 10 năm 1860), là một người Séc từ làng Roudnice, đã tốt nghiệp trường Hradec Králové người sau này đã trở thành một gia sư và giáo viên âm nhạc. Đầu tiên ông làm việc cho gia đình Wodzicki trong Kościelniki, Ba Lan, sau đó chuyển đến Krakow, nơi ông kết hôn với một người mang dòng máu nửa Đức, nửa Ba Lan Joanna Karolina Rossberg (Rozberg). Jan là con thứ chín trong 11 người con của họ Cậu lớn lên trong một tòa nhà kamienica trên phố Floriańska.
Sau khi mẹ qua đời vào năm 1845, Jan và anh chị em của mình đã được chăm sóc bởi bà dì, Anna Zamojska.